# Samuel Passavant
Samuel Passavant (* 10. Februar 1787 in Frankfurt am Main; † 5. Dezember 1855 ebenda) war Kaufmann und Abgeordneter aus der Frankfurter Linie der Familie Passavant, die auf seinen Urgroßvater Rudolf Emanuel Passavant zurückgeht.
Samuel Passavant war der Sohn des Frankfurter Handelsmanns Philipp Jakob Passavant (1748–1821). Er übernahm von seinem Vater das Handelsgeschäft mit englischen Manufakturwaren und Eisenwaren. Gemeinsam mit seinem Bruder Philipp Jakob Passavant (1782–1856) war Samuel Gründer der Firma Gebrüder Passavant, die zu einer bedeutenden Seiden/Textilgroßhandlung in der freien Stadt Frankfurt am Main wurde. Diese vormalige Firma „Wichelhausen & Passavant“ wurde 1928 liquidiert. Von 1835 bis 1842 war er Mitglied der Frankfurter Handelskammer.
Ein weiterer ältere Bruder Jakob Passavant (1777–1835) gründete die auf Eisenhandel fokussierte Firma „Philipp Passavant & Sohn“, die später „Passavant & Zickwolff“.
Samuel Passavant heiratete Maria Elisabeth geborene Ziegler (* 1793). Sein Sohn Ernst Passavant wurde Jurist und Abgeordneter. Ein anderer Sohn war Philipp Gustav Passavant, der Sohn Philipp Hermann Passavant wurde Mitglied im Volkswirtschaftsrat, die Tochter Sara Susanne Mathilde Passavant (* 20. Januar 1826 in Frankfurt am Main; † 3. Juli 1849 ebenda) war mit dem Gutsbesitzer Christian Lutteroth verheiratet.
1846 bis 1848 war er Mitglied des Gesetzgebenden Körpers.

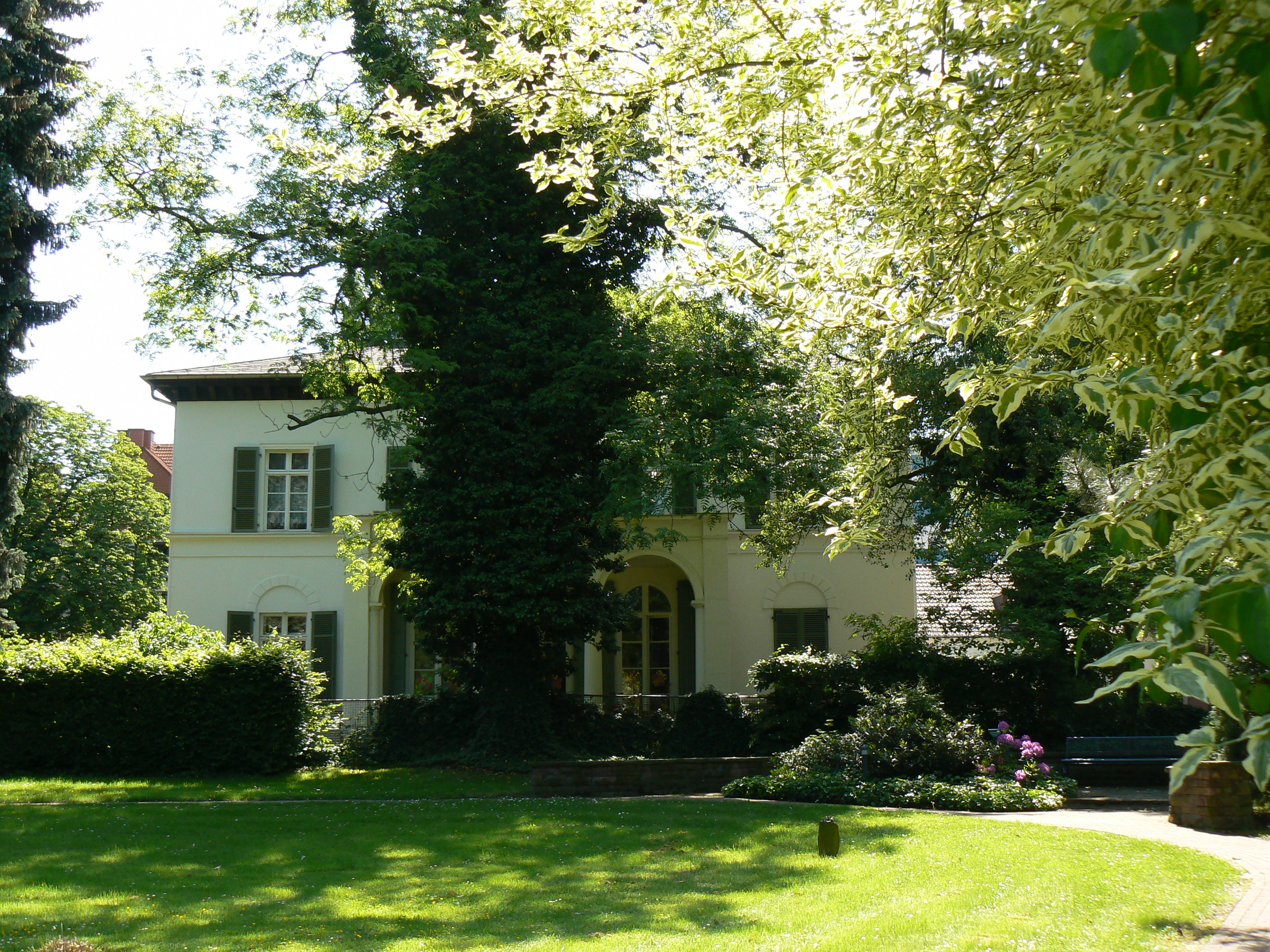
Landhaus Passavant

Die repräsentative Gartenvilla im Stil der italienischen Renaissance, die 1829 in seinem Auftrag nach dem Entwurf von Johann Friedrich Christian Hess in der damals noch selbständigen Stadt Bockenheims vor den Toren der freien Reichsstadt Frankfurts errichtet wurde, steht unter Denkmalschutz.
Oftmals verwechselt wird Samuel Passavant mit seinem Verwandten, dem Eigentümer der Michelbacher Hütte Samuel Adolph Passavant (* 14. Juli 1841 in Lyon; † 7. August 1926 in Biebrich am Rhein) aus derselben der reformierten Familie Passavant in Frankfurt am Main. Dieser Samuel Adolph war ein Sohn von Christian Passavant (* November 1774 in Frankfurt; † 23. März 1830 ebenda) und der Sara Passavant (* 5. März 1776 in Frankfurt; † 8. März 1830 ebenda).